# 92209 Pingtang
92209 Pingtang este un asteroid din centura principală de asteroizi.

## Descriere
92209 Pingtang este un asteroid din centura principală de asteroizi. A fost descoperit pe 26 decembrie 1999 la Xinglong în cadrul programului Beijing Schmidt CCD Asteroid Program. Asteroidul prezintă o orbită caracterizată de o semiaxă mare de 3,06 ua, o excentricitate de 0,11 și o înclinație de 11,0° în raport cu ecliptica.